# Frankrikes politik

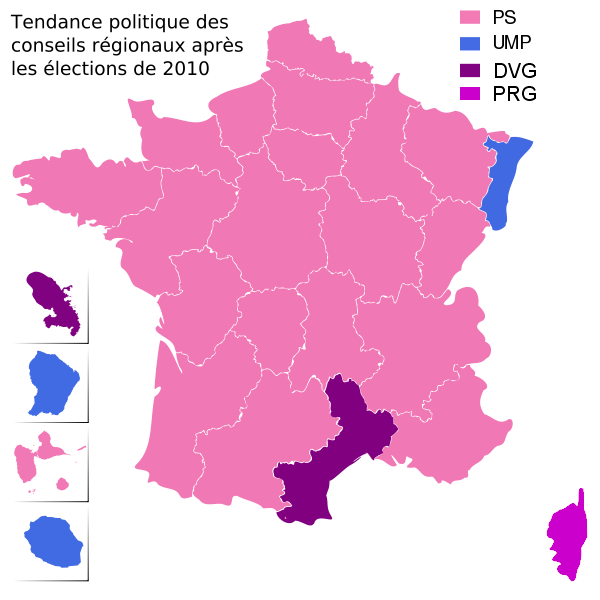
Frankrikes politiska regioner 2010.

Frankrikes politik präglas av ett semi-presidentialistiskt statsskick, bestämd av den franska konstitutionen som stiftats i samband med bildandet av den femte franska republiken. Frankrikes nationalförsamling beskriver landet som en "odelbar, sekulär, demokratisk, och social republik".
Parlamentet består av den direktvalda nationalförsamlingen och den indirekt valda senaten. Av båda kamrarna har nationalförsamlingen starkast ställning då den har en avgörande röst i fråga om lagstiftning samt kan genomföra en misstroendeomröstning för att avsätta regeringen.

## Presidenten
Även om begreppet inte används i konstitutionen är presidenten de facto statschef. Hans eller hennes huvudsakliga uppgift är att "vaka över konstitutionen". Genom att avgöra ärenden ska presidenten säkra att myndigheter och övriga offentliga verksamheter fungerar, och att staten fortlever. Presidenten garanterar också nationens oberoende, att det franska territoriet förblir det samma och att republiken hedrar ingångna avtal. 

### Befogenheter
Presidenten utser premiärminister. På premiärministerns begäran kan presidenten även entlediga premiärministern och dennes regering. På premiärministerns förslag utser och avsätter presidenten även regeringens övriga medlemmar, så väl ministrar som statssekreterare. Han eller hon kan också upplösa Nationalförsamlingen och utlysa nyval samt utlysa folkomröstning.
Inom ramen för lagstiftningsprocessen leder presidenten ministerrådet (franska: Conseil des ministres), promulgerar författningar som beslutats i ministerrådet, och ska senast på femtonde dagen efter parlamentets beslut om ny lagstiftning promulgera lagen eller skicka tillbaka hela eller delar av den samma för ny debatt i Nationalförsamlingen. Presidenten har också makten att utnämna statliga tjänstemän. Till vissa centrala poster sker utnämningen efter beslut i ministerrådet, medan de flesta beslut delegeras till andra befattningshavare att besluta.
Även om konstitutionen ger makten att avgöra inriktning för politiken och leda nationen ger dessa omfattande befogenheter presidenten möjlighet att kraftigt påverka stora delar av regeringens politik. Särskilt stort inflytande har presidenten över utrikes- och försvarspolitiken. Det är presidenten som sänder ut Frankrikes ambassadörer och envoyéer, och som ackrediterar utländska makters sändebud av samma rang. Vidare är han överbefälhavare över Republikens arméer och leder försvarsmaktens högre kommittéer.. I ämbetet ligger även rätten att vidta vittgående nödåtgärder om republikens institutioner, nationens oberoende, territoriet eller Frankrikes internationella åtaganden hotas.. Vid sådana tillfällen kan presidenten, för en tid, styra landet med dekret.
Presidenten deltar inte i parlamentets överläggningar, utan kommunicerar genom skriftliga meddelanden som läses upp i Nationalförsamlingen respektive Senaten. Meddelandena debatteras inte. Han kan dock ta ordet när båda kamrarna är samlade (så kallad kongress). I sådana fall kan en debatt följa när presidenten lämnat kongressen, men presidentens uttalande följs inte av någon votering. Förslag och beslut i parlamentet måste alltså utgå från de valda parlamentsledamöterna, inte från presidenten.

### Valsätt
Presidentval hålls vart femte år genom direktval bland alla röstberättigade. För att kvalificera sig som kandidat i presidentvalet förutsätts att personen nominerats av minst 500 medborgare som innehar vissa folkvalda uppdrag, ofta kallat att stå fadder (franska: parrainage). Det rör sig om ledamöter i parlamentet, regionfullmäktige, departementsfullmäktige, de utomeuropeiska förvaltningsområdena och territoriernas parlamentariska församlingar samt utlandsfransmännens rådsförsamling. Den största gruppen faddrar återfinns dock bland borgmästare och underborgmästare, arrondissementsborgmästare i Paris, Lyon och Marseille samt ordförande i vissa andra stads- och landskommunala församlingar. Faddrarna måste företräda minst 30 olika departement, och maximalt 10 % får företräda ett och samma departement.
För att väljas krävs att en kandidat fått minst hälften av rösterna i valet. I annat fall hålls en andra valomgång fjorton dagar senare, där endast de två kandidater som fått flest röster i första valomgången får delta. 
En och samma person kan inneha ämbetet maximalt två mandatperioder i följd.

### Nuvarande president
Frankrikes presidentval 2017 ägde rum den 23 april. Den 7 maj vann den 39-årige obundna mittenpolitikern Emmanuel Macron presidentvalet mot högerpopulisten Marine le Pen, med 66,10 procent av rösterna. Emmanuel Macron tog en klar seger i Frankrikes presidentval 2022. Macron var den första franska presidenten på 20 år att bli återvald. 

## Framträdande politiska aktörer
Frankrikes politiska debatt hade sedan 2000-talets början till 2017 års parlamentsval präglats av de två stora partierna liberalkonservativa Union pour un Mouvement Populaire (UMP) och Socialistiska partiet (PS). UMP är ett högerparti med rötter i den franska politiska traditionen kallad gaullism efter den tidigare presidenten Charles de Gaulle. Partiet har marknadsliberala och socialkonservativa inslag.
Socialistpartiets inflytande i fransk politik har varierat över tiden. Partiet har innehaft presidentposten vid två tillfällen, dels under François Mitterrand mellan 1981 och 1995, dels under François Hollande mellan 2012 och 2017. Under president Jacques Chiracs mandatperiod satt dock socialistpartiet i regeringsställning trots att presidenten var konservativ. I de fyra presidentvalen 1995, 2002, 2007 och 2017 misslyckades dock partiet med att samla övriga vänsterpartier bakom den egna kandidaten och förlorade valen.
Utöver de två största partierna finns flera mindre partier, däribland det högerextrema Front National, det liberala Demokratiska rörelsen, Franska kommunistpartiet och det gröna partiet Europe Écologie. Eftersom valsystemet till nationalförsamlingen baserar sig på majoritetsval i enmansvalkretsar, missgynnas de små partierna till förmån för de stora. Däremot är valen till Europaparlamentet proportionella.
I juni 2017 fick president Emmanuel Macrons parti egen majoritet medan Socialistiska partiet (PS) närmast försvann. Macrons nya parti La République En Marche, LREM, fick 308 av de 577 platserna i parlamentet. Socialistpartiet led ett historiskt nederlag, med bara 29 platser mot 280 under förra mandatperioden. Det största konservativa partiet var Republikanerna (tidigare Union pour un mouvement populaire (UMP) med 104 platser. I 2018  bytte Front National (Nationella fronten) sitt namn. Nu heter partiet Rassemblement National RN (Nationell samling).

### Lagtexter
- ”Constitution de la République française” (på franska). Asseblmé nationale de la République française. 4 oktober 1958. https://www.assemblee-nationale.fr/connaissance/constitution.asp#titre_2. Läst 2 oktober 2021.
- ”Loi n° 62-1292 du 6 novembre 1962 relative à l'élection du Président de la République au suffrage universel” (på franska). Legifrance.gouv.fr. Gouvernement francais. 6 november 1962. https://www.legifrance.gouv.fr/loda/id/JORFTEXT000000684037/. Läst 2 oktober 2021.